# Río María Linda
El río María Linda es un corto río costero del suroccidente de Guatemala con una longitud de 70 km. El río es alimentado por el lago de Amatitlán en el departamento de Guatemala y descorre en dirección del sur, atravesando la planicie costera de Escuintla y Santa Rosa para desembocar en el océano Pacífico. La cuenca del María Linda tiene una superficie de 2727 km².